# Der Schwarzwaldhof
Der Schwarzwaldhof è una serie televisiva  tedesca prodotta dal 2008 al 2012 da Warner Bros. ITPV Deutschland e andata in onda sull'emittente ARD 1 (Das Erste). Interpreti principali sono Saskia Vester, Miriam Morgenstern, Tim Morten Uhlenbrock, Gila von Weitershausen, Michael Hanemann, Arndt Schwering-Sohnrey, Rosel Zech e Michael Fitz.
La serie si compone di 6 episodi in formato di film TV Il primo episodio, intitolato Der Schwarzwaldhof, venne trasmesso in prima visione il 18 aprile 2008; l'ultimo, intitolato Lauter Liebe, venne trasmesso in prima visione il 13 luglio 2012.

## Trama
Dopo la tragica morte del marito, deceduto in un incidente stradale, Veronika Hofer assume la direzione di un hotel a 4 stelle nella Foresta Nera, l'Hotel Schwarzwaldhof. Veronika ha due figli, Merle e Stefan. che assieme alla madre, Lore Schmidt, la supportano nelle varie incombenze.

## Personaggi e interpreti
- Veronika Hofer, interpretata da Saskia Vester (ep. 1-6): è il capo dell'hotel[1][2]
- Merle Hofer, interpretata da Miriam Morgenstern (ep. 1-6): è la figlia di Veronika. Ha una relazione sentimentale con Max Henninger, il cuoco dell'hotel.[1][2]
- Stefan Hofer, interpretato da Tim Morten Uhlenbrock (ep. 1-6): è il figlio di Veronika.[1][2]
- Lore Schmidt, interpretata da Gila von Weitershausen: è la madre di Veronika[2]

## Produzione

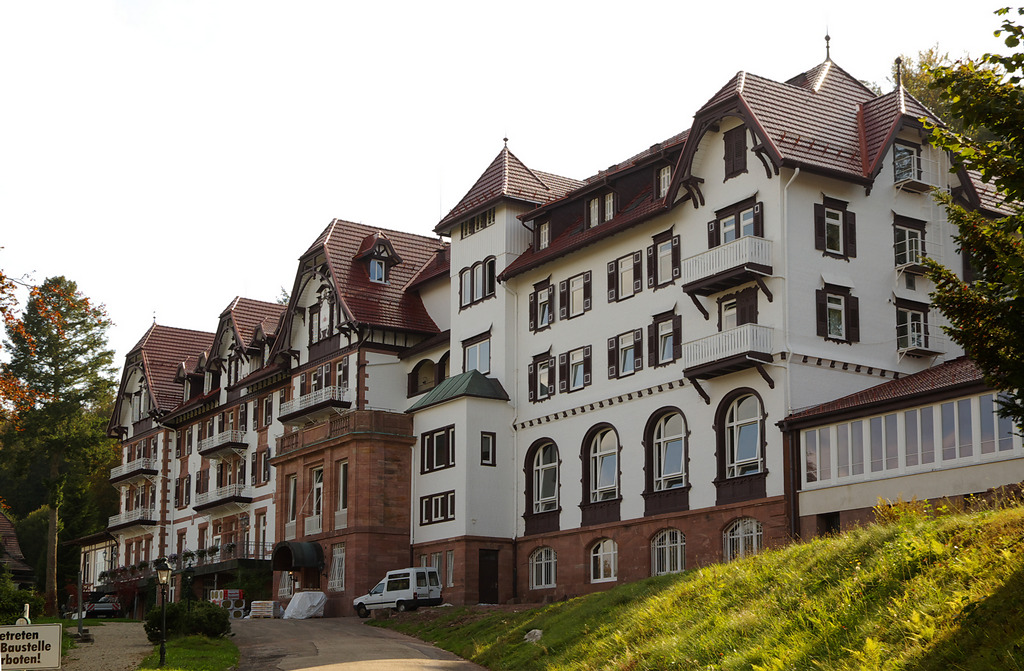
Il Kurhaus Palmenwald, principale location della serie

Principale location della serie fu il Kurhaus Palmenwald di Freudenstadt, un edificio inaugurato nel 1895, che dopo la registrazione della serie è stato ribattezzato

## Episodi
| Nr | Titolo originale   | Titolo italiano | Prima TV Germania | Prima TV Italia |
| -- | ------------------ | --------------- | ----------------- | --------------- |
| 1  | Der Schwarzwaldhof | inedito         | 18 aprile 2008    | inedito         |
| 2  | Falsches Spiel     | inedito         | 17 aprile 2009    | inedito         |
| 3  | Alte Wunden        | inedito         | 15 ottobre 2010   | inedito         |
| 4  | Forellenquintett   | inedito         | 15 ottobre 2010   | inedito         |
| 5  | Der verlorene Sohn | inedito         | 6 luglio 2012     | inedito         |
| 6  | Lauter Liebe       | inedito         | 13 luglio 2012    | inedito         |

## Ascolti
Il primo episodio della serie è stato seguito in Germania da 5.240.000 telespettatori, con uno share del 17,5%.